# Adolfo Alsina partido
Adolfo Alsina egy partido (körzet) Argentínában a Buenos Aires tartományban. A fővárosa Carhué. Adolfo Alsina argentin alelnökről kapta a nevét.

## Települések
Városok (Localidades )
| - Carhué - Rivera - Villa Maza - Espartillar - San Miguel Arcángel | - Esteban Agustín Gascón - Delfín Huergo - La Pala - Thames - Yutuyaco |

Falvak ( Parajes)
| - Adelina Grande - Arano - Arturo Vatteone - Avestruz - Canónigo Gorriti - Colonia Centurión - Colonia Lapin - Colonia Levy Nº 2 - Colonia Nueva Saliquelló - Colonia Santa Mariana | - Colonia Yewish - El triángulo - Fatraló - J.V.Silley - La Agustina - La Concepción - La Conquista - La Primavera - La Salada - Villa Epecuén | - Leubucó - Los Gauchos - Murature - Parada Cañada Mariano - San Marcos - Tres Lagunas - Villa Margarita |

## Népesség
| Lakosság | 4.143 | 14.880   | 22.628  | 20.908 | 20.331 | 19.485 | 18.077 | 16.245  |
| Változás | -     | +259,16% | +52,06% | -7,60% | -2,75% | -4,16% | -7,22% | -10,13% |